# Adicella thalia
Adicella thalia är en nattsländeart som beskrevs av Malicky 1976. Adicella thalia ingår i släktet Adicella och familjen långhornssländor. Inga underarter finns listade i Catalogue of Life.